# John M. Eriksen
Johan (John) Martin Eriksen, född 1868 i Kvænangens församling, död 26 mars 1922 i Milwaukee, Wisconsin, var en norsk-amerikansk sångare. Eriksen är främst bekant för att ha varit den förste finskspråkige grammofonartisten i USA.
Eriksen flyttade på 1880-talet till USA och bosatte sig i Calumet, Michigan. Inledningsvis arbetade han bland annat som gruvarbetare. Den finsktalande Eriksen var under flera år verksam för tidningen Kalevan Kaiku i Calumet och var en kortare period sheriff i Houghton. I Calumet var han något av en märkesman bland den finska minoriteten; han var bland annat aktiv i den finska lutherska församlingen, medlem av den lokala finska nykterhetsföreningen och var en av initiativtagarna till kören Suomen Sävel. Kören leddes under flera år av Sanfrid Mustonen.
Vid spansk-amerikanska krigets utbrott 1898 organiserade Eriksen ett kompani i Calumet och skickades söderut, men måste avbryta tjänstgöringen till följd av sjukdom. Efter freden återgick han till sin tjänst som brevbärare. Senare anställdes han som tolk vid migrationsmyndigheterna i New York och det var under vistelsen där som han lät göra grammofoninspelningar med åtskilliga finska sånger. Mot slutet av sin levnad arbetade han vid postkontoret i Chicago. Han avled i magcancer på militärsjukhuset i Milwaukee. Han är gravsatt i Chicago.
Den 8 och 9 juli 1907 sjöng Eriksen in 20 skivsidor för Victor i New York. Eriksen sålde skivorna i sin diversehandel i Chicago.

## Skivinspelningar

### 8 juli 1907
- Aamulla varhain
- Honkain keskellä
- Maamme
- Oi jos ilta joutuisi
- Tuoll' on mun kultani

### 9 juli 1907
- Kesäilta
- Minun kultani
- Minun kultani kaunis on
- Mustalaiseks' olen syntynyt
- Punasarafaani
- Savolaisen laulu
- Suomen laulu
- Sä kasvoit neito kaunoinen
- Taivas on sininen ja Valkoinen
- Tuulantei
- Täällä tääll on ihanaista
- Voi minua poika raukka
- Yksi ruusu on kasvanut laaksossa
- Yksin istun ja lauleskelen